# Венцюрка
Венцюрка (пол. Więciórka) — село в Польщі, у гміні Токарня Мисленицького повіту Малопольського воєводства.
Населення — 456 осіб (2011).
У 1975-1998 роках село належало до Краківського воєводства.

## Демографія
Демографічна структура станом на 31 березня 2011 року:
|          | Загалом | Допрацездатний вік | Працездатний вік | Постпрацездатний вік |
| -------- | ------- | ------------------ | ---------------- | -------------------- |
| Чоловіки | 231     | 55                 | 146              | 30                   |
| Жінки    | 225     | 70                 | 114              | 41                   |
| Разом    | 456     | 125                | 260              | 71                   |